# Joshua Brookes

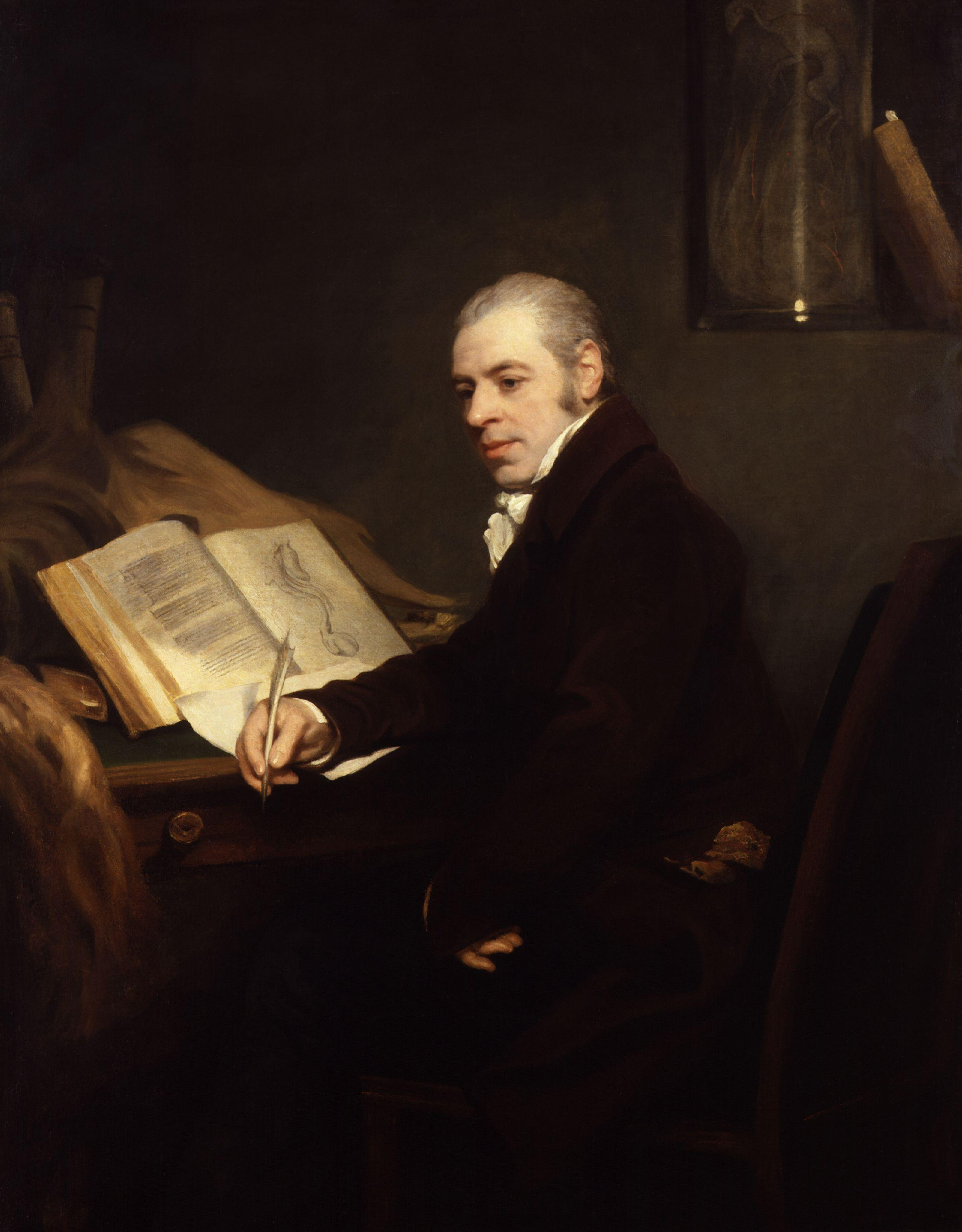
Joshua Brookes, Thomas Phillips, 1815

Joshua Brookes (24 de novembro de 1761 - 10 de janeiro de 1833) foi um anatomista e naturalista britânico.
Brookes estudou com John Hunter em Londres, tornando-se professor de anatomia, e fundador do Brookesian Museum of Comparative Anatomy. Tornou-se membro da Royal Society em 1819.